# Mycetophila paracapitata
Mycetophila paracapitata är en tvåvingeart som beskrevs av Duret 1991. Mycetophila paracapitata ingår i släktet Mycetophila och familjen svampmyggor. Inga underarter finns listade i Catalogue of Life.